# جبهه پایداری انقلاب اسلامی
جبههٔ پایداری انقلاب اسلامی معروف به جبههٔ پایداری، یک گروه سیاسی اصولگرا ایرانی است که به عنوان «راست‌ترین حزب ایران» توصیف شده است. این فهرست به عنوان یک لیست انتخاباتی برای انتخابات قانونگذاری سال ۱۳۹۰ تأسیس شد. این جبهه تا حدی از وزرای پیشین کابینهٔ دولت محمود احمدی‌نژاد تشکیل شده است و محمدتقی مصباح یزدی «رهبر معنوی» این گروه بود.
این جریان اعتقادی - سیاسی پس از وقایع انتخابات ۸۸ و خانه‌نشینی یازده روزه احمدی‌نژاد و مطرح شدن جریان انحرافی در مردادماه سال ۱۳۹۰ با برگزاری همایشی در حسینیه الزهرا سازمان فرهنگ و ارتباطات اسلامی رسماً اعلام موجودیت کرد.
پس از درگذشت مصباح یزدی عملاً ساختار جبهه پایداری نیز تغییر کرد. روح‌الله حسینیان و علی اصغر زارعی نیز درگذشته‌اند و برخی از اعضای شاخص دیگر از جمله غلامحسین الهام و حسین جلالی عضو آن نیستند. با این حال این گروه همچنان نامی بحث‌برانگیز است و بسیاری از اتفاقات خبرساز صحنه سیاست داخلی ایران به نامش نوشته می‌شود.

## اعلام موجودیت
جبهه پایداری حاصل اختلافات داخلی اصول‌گرایان در دولت محمود احمدی‌نژاد بود. جرقه تشکیل جبهه پایداری در مجلس هشتم و پس از اختلاف تعدادی از نمایندگان حامی محمود احمدی‌نژاد با علی لاریجانی، رئیس مجلس و محمدرضا باهنر، نایب رئیس وقت مجلس و دیگر چهره‌های اصول‌گرا زده شد. چهره‌هایی چون مرتضی آقا تهرانی، روح‌الله حسینیان و حمید رسایی که در آن مجلس فراکسیون انقلاب اسلامی را تشکیل داده بودند دربارهٔ سهم خود از هیئت رئیسه و دیگر اصول گرایان به اختلاف برخوردند.
در تیر ماه ۱۳۹۰ رسانه‌های اصول گرا خبر دادند که پس از به نتیجه نرسیدن تلاش‌ها برای تشکیل جریانی موسوم به شورای حکمیت اصولگرایان گروه جبهه پایداری انقلاب اسلامی به دنبال اعلام موجودیت است.

## هیئت مؤسس
تعدادی از مدیران دولت اول محمود احمدی‌نژاد از جمله صادق محصولی، غلامحسین الهام، کامران باقری لنکرانی، محمد سلیمانی و زهره طبیب‌زاده از اعضای اولین شورای مرکزی این گروه بودند. قاسم روانبخش، محمدناصر سقای بی‌ریا و سید محمود نبویان نیز در این میان از شاگردان محمدتقی مصباح یزدی بودند. روح‌الله حسینیان، حمید رسایی، فاطمه آلیا و علی‌اصغر زارعی نیز نماینده مجلس هشتم بودند.
مرتضی آقاتهرانی، از شاگردان مصباح یزدی نیز که سال‌ها در آمریکا زندگی کرده بود و از او به عنوان استاد اخلاق دولت محمود احمدی‌نژاد نام برده می‌شد، دبیرکل جبهه پایداری شد.
هیئت مؤسس جبهه پایداری پس از صدور مجوز در مهر سال ۱۳۹۳ اولین شورای مرکزی این جبهه را جهت تشکیل ستاد برای امور اجرایی جبهه و نیز تشکیل شوراهای استانی این جبهه جهت تشکیل مجمع عمومی انتخاب کرد. به این ترتیب مرتضی آقاتهرانی، روح‌الله حسینیان، صادق محصولی، علی‌اصغر زارعی، کامران باقری لنکرانی، مجید متقی‌فر، ناصر سقای بی‌ریا، سید محمود نبویان، محمد سلیمانی، غلامحسین رضوانی، زهره طبیب‌زاده نوری، فاطمه آلیا، قاسم روانبخش، سید محمدرضا حسینی، علی خطیبی شریفیه، میثم نیلی، میرهاشم موسوی به عنوان اعضای شورای مرکزی جبهه پایداری اعلام شدند. همچنین حسن حمیدزاده، ستار هدایت‌خواه، حسین جلالی، علیرضا عسگریان و سید امیرحسین قاضی‌زاده هاشمی به عنوان اعضای علی‌البدل این شورا اعلام شدند.
در سال ۱۳۹۸ و پس از تغییر قانون نحوه فعالیت احزاب و گروه‌های سیاسی این جریان تحت دو عنوان حزب پایداری انقلاب اسلامی و اعلام ائتلاف جبهه حزبی به نمایندگی مرتضی آقاتهرانی برای جبهه پایداری انقلاب اسلامی از کمیسیون ماده ۱۰ احزاب مجوز فعالیت گرفت. یک سال بعد اما ترکیب جبهه پایداری تغییر کرد و سال ۹۹ صادق محصولی به عنوان دبیرکل آن و مرتضی آقاتهرانی به عنوان رئیس شورای مرکزی انتخاب شدند.

## مرامنامه
جبهه پایداری در مرامنامه‌اش گفته بود که تحت رهنمود و هدایت فقیهان وارسته فعالیت می‌کند و از ابتدا نزدیک به محمدتقی مصباح یزدی بود. به همین دلیل علاوه بر تعدادی از شاگردان مصباح یزدی، حسین جلالی، مسئول دفتر او، عضو جبهه پایداری شد. عزیزالله خوشوقت پدر همسر مصطفی خامنه‌ای، دیگر فقیهی بود که جبهه پایداری از او رهنمود می‌گرفت.

## مجمع‌های عمومی

### اولین مجمع عمومی
اولین مجمع عمومی جبهه پایداری انقلاب اسلامی روز پنجشنبه ۸ مهرماه سال ۱۳۹۵، در تالار آدینه تهران با حضور اعضای شورای مرکزی این جبهه و ناظر وزارت کشور برگزار شد و طی آن ۱۷ عضو اصلی این جبهه انتخاب شدند.
اسامی ۱۷ عضو اصلی شورای مرکزی این تشکل سیاسی که در اولین مجمع عمومی انتخاب شدند، به ترتیب آرا بدین شرح است:
۱ـ مرتضی آقاتهرانی ۲ـ صادق محصولی ۳ـ محمد سلیمانی ۴ـ نصرالله پژمان‌فر ۵ـ فاطمه آلیا ۶ـ ناصر سقای‌بی‌ریا ۷ـ قاسم روانبخش ۸ـ سید امیرحسین قاضی‌زاده هاشمی ۹ـ میثم نیلی ۱۰ـ میرهاشم موسوی ۱۱ـ علی خضریان ۱۲ـ علیرضا عسگریان ۱۳ـ غلامحسین رضوانی ۱۴ـ علی نادری ۱۵ـ زهره سادات لاجوردی ۱۶ـ مجید متقی‌فر ۱۷ـ مجید دوستعلی همچنین پنج عضو علی‌البدل این جبهه نیز به شرح زیر انتخاب شدند: زهرا سجادی، مصطفی قاسمی‌پور، سید محمدجواد ابطحی، هادی قیومی و علی عبدی

### دومین مجمع عمومی
پس از تغییر قانون نحوه فعالیت احزاب و گروه‌های سیاسی این جریان تحت دو عنوان «جبهه پایداری انقلاب اسلامی» و «حزب پایداری انقلاب اسلامی» مجدداً در بهمن ماه سال ۱۳۹۸ با تطبیق اساسنامه و مرامنامه خود برای حزب پایداری انقلاب اسلامی و اعلام ائتلاف جبهه حزبی به نمایندگی مرتضی آقاتهرانی برای جبهه پایداری انقلاب اسلامی از کمیسیون ماده ۱۰ احزاب مجوز فعالیت گرفت تا دومین مجمع عمومی خود را براساس شرایط جدید برگزار نماید.
دومین مجمع عمومی جبهه در تاریخ ۱ آبان ۱۳۹۹ برگزار گردید؛ اسامی ۱۷ عضو اصلی شورای مرکزی این تشکل سیاسی که در این مجمع انتخاب شدند به ترتیب آرا بدین شرح است:
۱ـ مرتضی آقاتهرانی ۲ـ صادق محصولی ۳ـ فاطمه آلیا ۴ـ نصرالله پژمان‌فر ۵ـ علی خضریان ۶ـ ناصر سقای‌بی‌ریا ۷ـ غلامحسین رضوانی ۸ـ قاسم روانبخش ۹ـ میرهاشم موسوی ۱۰ـ مجید متقی فر ۱۱ـ زهره سادات لاجوردی ۱۲ـ سید محمدجواد ابطحی ۱۳ـ مهدی باقری ۱۴ـ مهدی صرامی ۱۵ـ محمود دهقانی ۱۶ـ آسیه کلاته ۱۷ـ احمد ابوترابی همچنین اعضای علی‌البدل این جبهه نیز به شرح زیر انتخاب شدند: سعید تواناراد، علیرضا تسلیمی، محمد نوروزی، مصطفی قاسمی پور، هادی قیومی

### سومین مجمع عمومی
مجمع عمومی جبهه پایداری انقلاب اسلامی روز پنجشنبه ۲۵ آبان ۱۴۰۲ با حضور جمعی از مسئولان، نمایندگان مجلس و حدود ۱۰۰۰ نفر از اعضای جبهه پایداری در مجتمع فرهنگی آدینه تهران و به ریاست نصرالله پژمان‌فر برگزار شد. اسامی ۱۷ عضو اصلی شورای مرکزی این تشکل که در مجمع عمومی جبهه پایداری انتخاب شدند، به ترتیب آراء بدین شرح است:
۱- مرتضی آقاتهرانی ۲ـ صادق محصولی ۳ـ علی خضریان ۴ـ قاسم روانبخش ۵ـ زهره سادات لاجوردی ۶ـ فاطمه آلیا ۷ـ غلامحسین رضوانی ۸ـ مجید متقی فر ۹ـ سعید تواناراد ۱۰ـ علی اصغر شکروی ۱۱ـ علیرضا تسلیمی ۱۲ـ محمدحسین قائدشرف ۱۳ـ علیرضا عباسی (نماینده) ۱۴ـ رضا رخسایی ۱۵ـ زهره طبیب زاده ۱۶ـ مهدی صرامی ۱۷ـ کریم کریمی‌تبار
همچنین؛ پنج عضو علی‌البدل این تشکل نیز به شرح زیر انتخاب شدند: ۱- سیدمصطفی موسوی نژاد ۲- حسین رجایی ریزی ۳- محمدرضا اثنی عشری ۴- هادی قیومی ۵- خدیجه بور
گفتنی است؛ در انتخابات هیئت بازرسی جبهه پایداری انقلاب اسلامی نیز افراد ذیل به ترتیب آراء به عنوان اعضای اصلی انتخاب شدند:
۱- مهدی باقری ۲- مجید دوستعلی ۳- ابوالفضل عفت نژاد
همچنین؛ جواد ملاحت‌جو و مهدی شکری نیز به عنوان اعضای علی‌البدل هیئت بازرسی جبهه پایداری انتخاب شدند.

## عملکرد در انتخابات

### مجلس شورای اسلامی
از انتخابات مجلس نهم که اولین انتخابات پس از تشکیل جبهه پایداری بود، اختلاف بین اعضای این گروه و دیگر گروه‌های اصول‌گرا آشکار شد و آنان فهرست‌های جداگانه منتشر کردند که برخی از نامزدهایش با دیگر فهرست اصول‌گرایان مشترک بودند. نفر اول فهرست جبهه پایداری، مرتضی آقا تهرانی بود و مقابل، فهرست جبهه متحد، دارای دو سرلیست بود، غلامعلی حدادعادل رئیس مجلس هفتم و رئیس کمیسون فرهنگی مجلس هشتم و محمدحسن ابوترابی‌فرد نایب رئیس دوم مجلس هشتم و عضو جامعه روحانیت مبارز.
در انتخابات مجلس دهم در سال ۱۳۹۴ جبهه پایداری با دیگر اصولگرایان فهرست مشترک داد و صادق محصولی نیز جزو کمیته ۶ نفره اجرایی شورای ائتلاف اصولگرایان برای تعیین فهرست بود. با این حال جمعی از اصولگرایان، از جمله علی لاریجانی و علی اکبر ولایتی نقش جبهه پایداری و متحدانش در ائتلاف اصولگرایان را بیش از وزن واقعی آنها در جناح اصولگرایان دانسته و از همکاری با این ائتلاف خودداری کردند.
جبهه پایداری در انتخابات مجلس یازدهم فهرست خودش را منتشر کرده بود اما ۴۸ ساعت پیش از انتخابات با وساطت شورای ائتلاف نیروهای انقلاب که برای نزدیک کردن اصولگرایان تشکیل شده، با بقیه اصولگراها ائتلاف کرد و در مقابل نام ۹ نفر از اعضای پایداری در فهرست ۳۰ نفره اصولگرایان تهران جا گرفت.
| انتخابات | اکثریت          | +/−     | منبع           |
| -------- | --------------- | ------- | -------------- |
| ۱۳۹۰     | ۸۵ از ۲۹۰ (۲۹٪) | بی‌تغییر | [ الف ] [ ۱۰ ] |
| ۱۳۹۴     | ۲۴ از ۲۹۰ (۸٪)  | ۵۸      | [ ۱۱ ]         |
| ۱۳۹۸     | ۹۳ از ۲۹۰ (۳۲٪) | افزایش  | [ ب ]          |

### ریاست جمهوری اسلامی ایران
انتخابات ریاست جمهوری سال ۹۲ نیز نقطه تمایز این گروه حتی با طرفداران سعید جلیلی بود. نامزد اولیه این گروه کامران باقری لنکرانی، وزیر بهداشت در دولت نخست محمود احمدی‌نژاد بود و محمدتقی مصباح یزدی گفته بود من در پیشگاه الهی شهادت می‌دهم لنکرانی اصلح هستند. این گروه اما پس از رد صلاحیت باقری لنکرانی از سعید جلیلی حمایت کرد.
در انتخابات ریاست جمهوری سال ۹۶ نیز مواضع متناقضی از این گروه منتشر شد. ابتدا بیانیه جبهه پایداری انقلاب اسلامی در حمایت از سید ابراهیم رئیسی منتشر شد اما مرتضی آقاتهرانی اعلام کرد پایداری فعلاً از هیچ گزینه‌ای به شکل رسمی اعلام حمایت نکرده است. در نهایت این گروه از رئیسی حمایت کرد.
در انتخابات ریاست جمهوری سال ۱۴۰۰ این گروه رئیسی، محصولی و جلیلی را به‌عنوان گزینه‌های اصلح در نظر داشت اما در نهایت با توجه به اجماع اغلب جریانات جبهه انقلاب رئیسی را به عنوان اصلح معرفی کرد. حمایت این گروه از رئیسی در حالی بود که سید امیرحسین قاضی‌زاده هاشمی نیز نامزد انتخابات ریاست‌جمهوری بود، کسی که سال‌ها سخنگویی جبهه پایداری را بر عهده داشت.
| انتخابات | نامزد             | رای        | %      | جایگاه |
| -------- | ----------------- | ---------- | ------ | ------ |
| ۱۳۹۲     | سعید جلیلی        | ۴٬۱۶۸٬۹۴۶  | ۱۱٫۳۶٪ | سوم    |
| ۱۳۹۶     | سید ابراهیم رئیسی | ۱۵٬۷۸۶٬۴۴۹ | ۳۸٫۳۰٪ | دوم    |
| ۱۴۰۰     | سید ابراهیم رئیسی | ۱۸٬۰۲۱٬۹۴۵ | ۶۲٫۹۰٪ | اول    |
| ۱۴۰۳     | سعید جلیلی        | ۱۳٬۵۳۸٬۱۷۹ | ۴۴٪    | دوم    |

### شورای شهر
جبهه پایداری در انتخابات شورای شهر ۱۴۰۰ نیز در تهران فهرست متفاوتی با دیگر گروه‌های اصولگرا منتشر کرد که چهره‌های شاخصی چون مهدی چمران و پرویز سروری در آن حضور نداشتند.
| شورای شهر | ۱۳۹۲           | ۱۳۹۲   | ۱۳۹۶         |
| شورای شهر | اکثریت         | منبع   | اکثریت       |
| --------- | -------------- | ------ | ------------ |
| تهران     | ۸ از ۳۱ (۲۶٪)  | [ ۱۲ ] | ۰ از ۲۱ (۰٪) |
| مشهد      | ۱۵ از ۲۵ (۶۰٪) | [ ۱۲ ] | ۰ از ۱۵ (۰٪) |
| قم        | ۱۹ از ۲۱ (۹۰٪) | [ پ ]  |              |
| تبریز     | ۳ از ۲۱ (۱۴٪)  | [ ت ]  | ۰ از ۱۳ (۰٪) |
| اصفهان    | ۴ از ۲۱ (۱۹٪)  |        | ۰ از ۱۳ (۰٪) |

## دوره دولت یازدهم

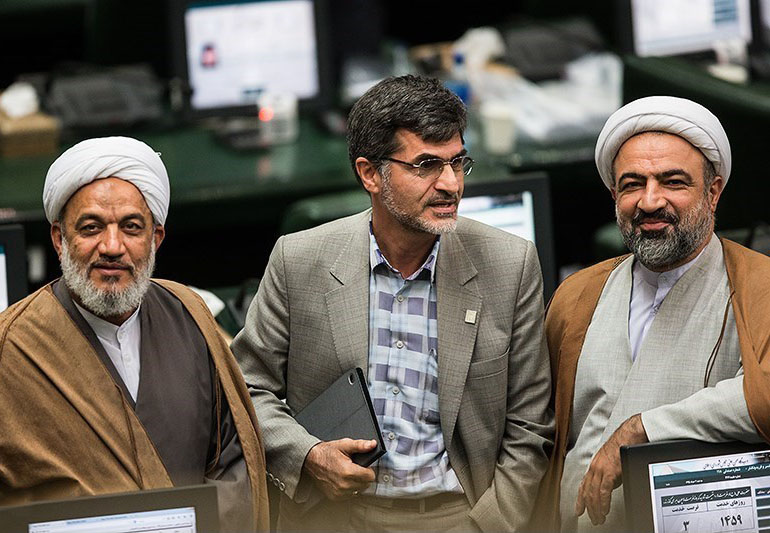
کوچک‌زاده و رسایی از اعضای پیشین جبهه پایداری در کنار آقاتهرانی دبیرکل جبهه پایداری، در مجلس نهم

جبهه پایداری از زمان روی کارآمدن دولت یازدهم، از منتقدان سرسخت دولت حسن روحانی محسوب می‌شود. نمایندگان این جبهه در مجلس نسبت به تصمیمات و به خصوص دیپلماسی دولت روحانی و قراردادهای اتمی با گروه ۱+۵ خصوصاً برجام و مسائل فرهنگی و همچنین سیاست داخلی همچون نحوه تعامل با سران معترض به نتایج انتخابات ریاست جمهوری سال ۱۳۸۸ مخالفت‌ها و اعتراض‌های شدیدی دارند.
نمایندگان هوادار این جریان سیاسی در مجلس تاکنون توانسته‌اند به چند نفر از وزیران دولت روحانی، کارت زرد داده و وزیر علوم این دولت را استیضاح و برکنار کنند.

## عدم تأیید احمدی‌نژاد
پیرامون تأیید یا عدم تاییدِ محمود احمدی‌نژاد، محمدتقی مصباح یزدی رهبر معنوی این جبهه بیان داشت: «ما هر کسی را تا مادامی که در مسیر اسلام کار می‌کند، حمایت می‌کنیم، طرفداری‌اش می‌کنیم، هر وقت منحرف شد، ما هم از او جدا می‌شویم… اعمال و رفتار امروز احمدی‌نژاد را تأیید نمی‌کنم چون اکنون یک حالت انحرافی در او می‌بینم.»